# 內埔 (高雄市)
內埔，是臺灣高雄市內門區的一個傳統地域名稱，也是全區行政中心所在地，位於該區西部略偏南。相較於今日行政區，其範圍大致包括內門里、內豐里、光興里不含最北端。

## 歷史
台灣日治初期，內埔地區為一（舊制）街庄，稱為「內埔庄」，隸屬於羅漢內門里。該庄西北與龍船庄為鄰，東北與木柵庄為鄰，東邊及東南邊為東勢埔庄，西南邊為觀音亭庄、中埔庄。
1901年（日治明治三十四年）11月，全台設置二十廳，該庄隸屬於蕃薯藔廳。1903年（明治三十六年）6月，該庄編入「觀音亭區」，隸屬於蕃薯藔廳。1909年（明治四十二年）10月，合併二十廳為十二廳，觀音亭區改隸屬於阿緱廳。1920年（大正九年），廢十二廳改設五州二廳，該庄改制為「內埔」大字，隸屬於高雄州旗山郡內門庄（新制街庄）。
戰後內門庄改制為內門鄉，隸屬於高雄縣，大字亦改制為村。1950年高、屏分治，內門鄉仍隸屬於高雄縣。2010年12月25日，因高雄縣市合併為新直轄市高雄市，內門鄉改制為內門區，村亦改制為里。

## 聚落
本地區發展較早的聚落有矯藔、三崁店、內埔、鴨母藔、牛稠崙、茅埔、石車、大草埔（今菜公坑）等，在日治期初期的官方地圖上已有記載。

## 交通
省道台3線俗稱「內山公路」，是臺北市至屏東的幹道，大致經過本地區東部。由該道路北行可前往臺南市南化區、玉井區、楠西區、嘉義縣大埔鄉等地；南行可前往旗山區、旗山區/美濃區交界地帶、屏東縣里港鄉、九如鄉等地。
區道高123線是內門至菜公坑的道路。
區道高124線是內門至鴨母寮的道路。
區道高127線是中新至內門的道路。

## 學校
- 內門國小